# 錐形濕傘
錐形濕傘，俗称女巫帽和锥形蜡盖，屬於蠟傘科濕傘属。錐形濕傘主要分布於北欧和北美，為蠟傘科植物，也是常見野菇之一種。該種紅色菇類生長於夏天與秋天，數天生，肉質脆具有蠟質，菌蓋寬2厘米至5厘米，初圓錐形。錐形濕傘原本的學名為Hygrophorus conicus。

## 描述
錐形濕傘是一種體形細小的小蘑菇，其蕈傘形狀為尖錐形或扁錐形，且顏色為黄色、橙色、以及红色子。蕈傘寬2厘米至5厘米，而较大的錐形濕傘的蕈傘直徑更可以達到8厘米至9厘米。

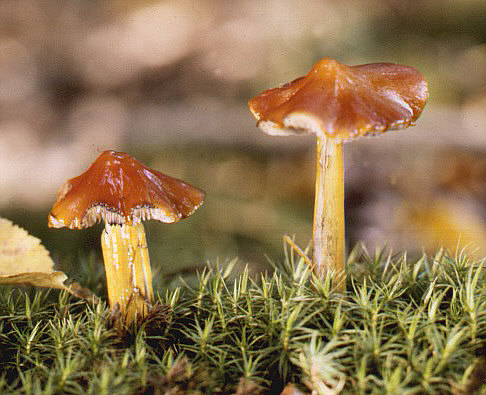
一些黑色的变色錐形濕傘

錐形濕傘通常都會腐生在阔叶树或针叶树下，且會单独或群居增长。錐形濕傘在新鲜时表層觸感粘糊，但在割取後很快就變干燥或发粘。表層會隨年龄增加由光滑變為毛茸茸的。錐形濕傘的菌褶與菌柄幾乎無接觸，且菌褶闭合並发白。錐形濕傘的菌柄長6厘米至11厘米，寬5毫米至10毫米，與蕈傘的顏色相若，但底部則為白色。菌柄湿润，但非呈粘糊狀。菌柄因是空心的，所以較為脆弱，亦因此經常彎曲或扭曲。孢印為白色。

## 分布及生境
錐形濕傘广泛分布于北美、歐洲及亞洲的草原和针叶林。錐形濕傘亦會在澳洲及新西蘭的夏季及秋季中出現。其現有的學名「Hygrocybe conica」 实际上是一些关係密切的物种的統稱，其中部份物种更加是有毒的。
虽然錐形濕傘都會在澳大利亚出現，並且主要分佈於靠近城市地区，但是许多收集回來的樣本卻是类似錐形濕傘的物种「Hygrocybe astatogala」。

## 可食性
錐形濕傘的可食性尚未清楚。它細小的体积以及表层被涂上粘性物质使它的适口性有限。但是，早於20世紀上葉，中國曾有錐形濕傘中毒的報告，顯示部份錐形濕傘是有毒的。